# Księga Zmartwychwstania Jezusa Chrystusa przez Bartłomieja Apostoła
Księga Zmartwychwstania Jezusa Chrystusa przez Bartłomieja Apostoła – apokryf Nowego Testamentu.

## Charakterystyka
Utwór prawdopodobnie powstał w języku koptyjskim i w nim się zachował. Niemożliwe jest ustalenie czasu powstania mimo faktu, iż zawiera on rysy homilii koptyjskich z V i VI wieku. Autor inspirował się Biblią oraz apokryfami.

## Treść
Utwór w wielu miejscach nawiązuje do Janowego opisu wydarzeń po zmartwychwstaniu Jezusa. Apokryf rozpoczyna się od opisu wskrzeszenia koguta przez Jezusa. Następuje opis zdrady Judasza. Następnie jest wprowadzona postać Ananiasza, który objął ukrzyżowanego Jezusa i przemówił przeciwko Żydom, za co został zamordowany, a Chrystus przeniósł jego duszę do raju. Opisano bezskuteczne poszukiwanie przez śmierć duszy Jezusa w grobie, następnie zstąpienie Jezusa do otchłani. Po zmartwychwstaniu Jezusa ogrodnik Filogen opowiada kobietom o teofaniach. Jezus z kolei pojawia się na wozie Ojca, po czym błogosławi łono Maryi, przekazuje jej przesłanie do uczniów i zapowiada jej wniebowzięcie. Jezus wstępuje do siódmego nieba i zasiada po prawicy Ojca, a aniołowie śpiewają hymny. Następuje rozmowa z apostołami, a później ukazanie się Jezusa podczas sprawowania przez nich Eucharystii. Opisano również wskrzeszenie przez Tomasza jego syna Siofanesa, który opowiada o pobycie w zaświatach, przyczyniając się tym do nawrócenia wielu ludzi. Apokryf kończy się rozmową Jezusa z Tomaszem, wniebowstąpieniem i opisem sprawowania Eucharystii przez apostołów.
Księga Zmartwychwstania jest tekstem niejednolitym, ale z rozwiniętą mariologią, angelologią i nauką o Eucharystii. Bartłomiej Apostoł nie odgrywa w tym apokryfie tak znaczącej roli jak w Zapytaniach Bartłomieja.